# Baddi
Baddi là một thị xã và là một nagar panchayat của quận Solan thuộc bang Himachal Pradesh, Ấn Độ.

## Nhân khẩu
Theo điều tra dân số năm 2001 của Ấn Độ, Baddi có dân số 22.592 người. Phái nam chiếm 75% tổng số dân và phái nữ chiếm 25%. Baddi có tỷ lệ 76% biết đọc biết viết, cao hơn tỷ lệ trung bình toàn quốc là 59,5%: tỷ lệ cho phái nam là 83%, và tỷ lệ cho phái nữ là 53%. Tại Baddi, 11% dân số nhỏ hơn 6 tuổi.